# Zeiten ändern dich
Pour plus de détails, voir Fiche technique et Distribution.
Zeiten ändern dich (en français, Les temps te changent) est un film allemand réalisé par Uli Edel, sorti en 2010.
Il s'agit d'une adaptation de l'autobiographie du rappeur Bushido qui signe aussi la bande originale qui forme son neuvième album.

## Synopsis
Anis Mohamed Youssef Ferchichi, alias Bushido, rappeur ayant du succès, est en tournée en Allemagne lorsqu'il reçoit une carte postale de son père. Les souvenirs de sa vie difficile remontent. Mais c'est le moment d'aller sur scène.
Anis passe son enfance et sa jeunesse dans un quartier défavorisé de Berlin. Il grandit dans un environnement violent, son père bat sa mère. À l'école, il ne figure pas parmi les meilleurs, mais est intéressé par la musique. Quand il a environ trois ans, son père disparaît. Sa mère se remarie et lui donne un demi-frère. Mais le nouveau mari quitte la famille et Anis se retrouve "le seul homme à la maison". Anis commence à se droguer et à dealer jusqu'à ce qu'on menace sa famille.
Il prend le nom d'artiste de 'Bushido". Avec son ami Patrick, alias Fler, il signe chez un label. Alors qu'il cherche à quitter le label sans y arriver, il fait appel au criminel Arafat. Ce dernier menace le manager qui rompt avec Bushido. Lentement mais sûrement, la gloire vient, Bushido n'est plus avec Fler, mais en compagnie de Kay One et Nyze. Anis devient père à son tour et se réconcilie avec son père.

## Fiche technique
- Titre : Zeiten ändern dich
- Réalisation : Uli Edel assisté de Frank Kusche et de Caroline Veyssière
- Scénario : Bernd Eichinger
- Musique : Bushido
- Direction artistique : Bernd Lepel
- Costumes : Birgit Missal
- Photographie : Rainer Klausmann
- Son : Roland Winke
- Montage : Hans Funck
- Production : Christian Becker, Bernd Eichinger
- Sociétés de production : Constantin Film, Rat Pack Filmproduktion (de)
- Société de distribution : Constantin Film
- Pays d'origine :  Allemagne
- Langue : allemand
- Format : Couleur - 1,37:1 - Dolby - 35 mm
- Genre : Drame
- Durée : 102 minutes
- Dates de sortie :
  -  Allemagne : 4 mars 2010.
  -  Suisse : 4 mars 2010.
  -  Autriche : 5 mars 2010.

## Distribution
- Anis Mohamed Youssef Ferchichi alias Bushido : lui-même.
- Elyas M'Barek : Anis (jeune)
- Moritz Bleibtreu : Arafat Abou-Chaker
- Hannelore Elsner : La mère d'Anis
- Mina Tander : La mère d'Anis jeune
- Karoline Schuch : Selina
- Karel Gott : lui-même
- Katja Flint : La mère de Selina
- Uwe Ochsenknecht : Le père de Selina
- Werner Daehn (de) : le policier
- Alessandro Flores Oviedo : le DJ
- Patrick Losensky : lui-même
- Kenneth Glöckler : lui-même
- Mirco Rollmann : lui-même

## Source de la traduction
- (de) Cet article est partiellement ou en totalité issu de l’article de Wikipédia en allemand intitulé « Zeiten ändern dich » (voir la liste des auteurs).